# تپه عثمان‌آباد
تپه عثمان‌آباد مربوط به هزاره اول (پیش از میلاد) است و در شهرستان پیرانشهر، بخش لاجان، دهستان لاهیجان شرقی، روستای عثمان آباد واقع شده است. این اثر در تاریخ ۳۰ دی ۱۳۸۵ با شمارهٔ ثبت ۱۶۸۳۴ به عنوان یکی از آثار ملی ایران به ثبت رسیده است.